# Indian Tehephone Industry Mankapur
Indian Tehephone Industry Mankapur es una ciudad censal situada en el distrito de Gonda en el estado de Uttar Pradesh (India). Su población es de 6998 habitantes (2011). 

## Demografía
Según el censo de 2011 la población de Indian Tehephone Industry Mankapur era de 3543 habitantes, de los cuales 3455 eran hombres y 6736 eran mujeres. Indian Tehephone Industry Mankapur tiene una tasa media de alfabetización del 95,26%, superior a la media estatal del 67,68%: la alfabetización masculina es del 98,63%, y la alfabetización femenina del 91,84%.